# Lignières-Orgères
Lignières-Orgères település Franciaországban, Mayenne megyében. Lakosainak száma 710 fő (2022. január 1.). Lignières-Orgères La Pallu, Saint-Calais-du-Désert, Carrouges, Ciral, Joué-du-Bois, La Motte-Fouquet, Saint-Martin-des-Landes, Saint-Patrice-du-Désert és Pré-en-Pail-Saint-Samson községekkel határos.

## Népesség
A település népességének változása:
| Lakosok száma | 825  | 855  | 773  | 731  | 773  | 778  | 742  | 718  | 710  | 710  |
|               | 1968 | 1982 | 1990 | 2006 | 2013 | 2015 | 2017 | 2019 | 2020 | 2022 |